# Дасмариньяс
Дасмариньяс (таг. Lungsod ng Dasmariñas) — город на Филиппинах, на территории региона Калабарсон. Входит в состав провинции Кавите.

## Этимология
Первоначально город назывался Перес-де-Дасмариньяс. Это название связано с именем Гомеса Переса Дасмариньяса, испанского генерал-губернатора Филиппин в 1590-1593 годах.

## История
В 1867 году испанские колониальные власти выделили Дасмариньяс в отдельный муниципалитет. В 1897-1898 годах, во время Филиппинской революции, в городе происходили столкновения между противоборствующими сторонами. После захвата города испанцами, 25 февраля 1897 года, были сожжены все здания за исключением католической церкви.
В 1905-1907 годах Дасмариньяс являлся районом (barrio) соседнего города Имус. В 1907 году вновь был выделен в отдельный муниципалитет. В том же году получил своё современное название. В 2009 году Дасмариньяс получил статус города.

## Географическое положение
Город находится в юго-западной части острова Лусон, на расстоянии приблизительно 30 километров к юго-юго-западу (SSW) от столицы страны Манилы и занимает площадь 90,1 км². Абсолютная высота — 77 метров над уровнем моря.

## Население
По данным официальной переписи 2007 года численность населения составляла 553 659 человек.

Динамика численности населения города по годам:
| 2000    | 2007    | 2013    |
| ------- | ------- | ------- |
| 377 142 | 553 659 | 749 574 |

## Экономика
Основу экономики города составляют сфера обслуживания и промышленное производство.

## Административное деление
Территория города административно подразделяется на 75 барангаев:
| - Burol Main - Burol I - Burol II - Burol III - Emmanuel Bergado I - Emmanuel Bergado II - Fatima I - Fatima II - Fatima III - Langkaan I - Langkaan II - Luzviminda I - Luzviminda II - Paliparan I - Paliparan II - Paliparan III - Sabang - Salawag - Salitran I - Salitran II - Salitran III - Salitran IV - Sampaloc I - Sampaloc II - Sampaloc III | - Sampaloc IV - Sampaloc V - San Agustin I - San Agustin II - San Agustin III - San Andres I - San Andres II - San Antonio De Padua I - San Antonio De Padua II - San Dionisio - San Esteban - San Francisco I - San Francisco II - San Isidro Labrador I - San Isidro Labrador II - San Jose - San Juan - San Lorenzo Ruiz I - San Lorenzo Ruiz II - San Luis I - San Luis II - San Manuel I - San Manuel II - San Mateo - San Miguel I | - San Miguel II - San Nicolas I - San Nicolas II - San Roque - San Simon - St. Peter I - St. Peter II - Sta. Cristina I - Sta. Cristina II - Sta. Cruz I - Sta. Cruz II - Sta. Fe - Sta. Lucia - Sta. Maria - Sto. Cristo - Sto. Niño I - Sto. Niño II - Sultan Esmael - H2 - Victoria Reyes - Zone I - Zone IA - Zone II - Zone III - Zone IV |